# Brüder Mašín
Die Brüder Ctirad Mašín (* 11. August 1930 in Prag; † 13. August 2011 in Cleveland, Ohio; in den USA  Ray Masin) und Josef Mašín jun. (* 8. März 1932 in Prag; in den USA Joe Masin) waren Söhne des tschechoslowakischen Offiziers Josef Mašín und Mitglieder in einer antikommunistischen Widerstandsgruppe.
Anfang der 1950er Jahre verübten die Brüder mit einigen Gleichgesinnten mehrere Anschläge und Sabotageakte gegen das stalinistische Regime der Kommunistischen Partei unter Klement Gottwald. Internationales Aufsehen erregte im Kalten Krieg ihre spektakuläre „Wild-West-Flucht“ durch die DDR nach West-Berlin im Herbst 1953. Trotz eines Aufgebots von tausenden Volkspolizisten und sowjetischen Soldaten schoss sich die Mašín-Gruppe den Weg durch den Eisernen Vorhang frei, wobei sie vier Volkspolizisten tötete.
In Tschechien wird bis heute kontrovers diskutiert, ob die Taten der Brüder Mašín als heldenhafter Partisanenkampf oder als Straftaten zu bewerten sind. Nach der Jahrtausendwende erfolgten erste niedrigere Auszeichnungen durch die Regierung.

## Vorbereitungen zum Untergrundkampf

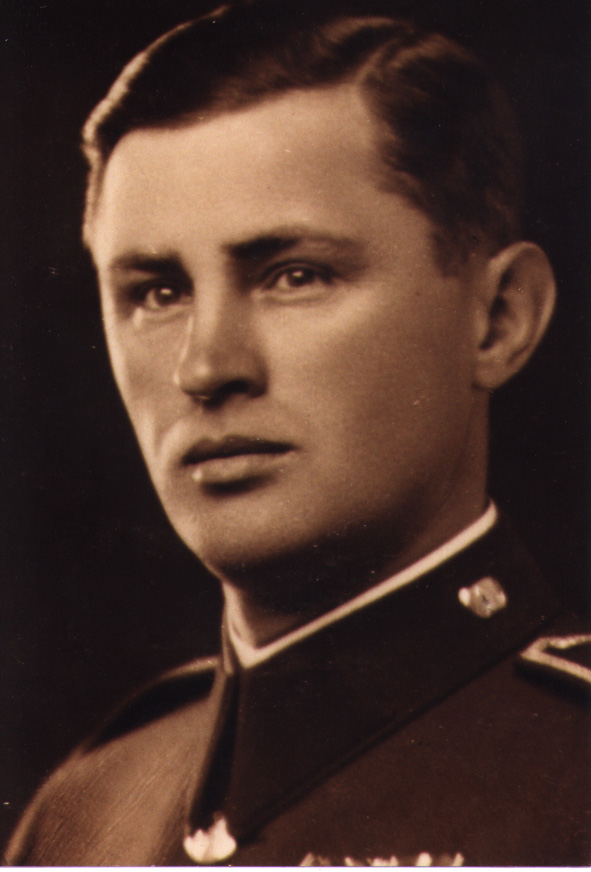
Der Vater, Oberst Josef Mašín sen.

Ctirad und Josef Mašíns Eltern waren Zdena geb. Nováková und Josef Mašín, der während der Zeit der deutschen Besatzung im Zweiten Weltkrieg in den Widerstandsgruppen ON, ÚVOD und insbesondere Tři králové (Drei Könige) aktiv war und hingerichtet wurde. Josef Mašín senior wurde posthum zum Generalmajor befördert, seine halbwüchsigen Söhne erhielten Tapferkeitsmedaillen.
Die Machtübernahme der Kommunisten im Februar 1948 machte aus Söhnen eines Nationalhelden wegen ihrer bürgerlichen Herkunft „Klassenfeinde“. Die bis heute nachwirkende offizielle Propaganda erklärte später diese „narzisstische Kränkung“ zum Auftakt des „privaten Krieges“ der Mašín-Brüder gegen den tschechoslowakischen Staat. Als Angehörige der ehemals „herrschenden Klasse“ erlebten die Brüder den stalinistischen Terror der 1950er Jahre aus nächster Nähe: Viele von denen, die über Nacht spurlos verschwanden oder in Schauprozessen zum Tode verurteilt wurden, waren Bekannte oder Freunde der Mašín-Familie. So war zum Beispiel Milada Horáková (1901–1950), eine tschechoslowakische Politikerin und Frauenrechtlerin und eines der ersten Justizmordopfer des Regimes, eine enge Freundin ihrer Mutter gewesen (siehe auch: Rudolf Slánský).
Vater Mašín hatte in seinem letzten Brief, den man nach seinem Tod in seiner Zelle fand, die Söhne aufgerufen, stets für die Freiheit ihres Vaterlandes zu kämpfen. Die „Russen“ – einst Verbündete im Kampf gegen die Nazis – waren in ihren Augen jetzt die Besatzer, die es zu vertreiben galt. Viele Menschen in Osteuropa dachten ähnlich: Sie hofften auf die amerikanische Invasion, die Radiosender wie Voice of America (VOA) und Radio Free Europe (RFE) beständig ankündigten. Junge Männer aus diesen Ländern flohen in den Westen, um sich dort einer eigens gegründeten Spezialeinheit der United States Army anzuschließen. Deren Mitglieder sollten im Fall des Krieges als Untergrundkämpfer in ihren Heimatländern eingesetzt werden. Auch die Mašíns wollten diesen Weg gehen. Vorher aber wollten sie die Kommunisten zu Hause „das Fürchten lehren“.
Mit einigen Freunden gründeten sie eine lose Aktionsgruppe. Mentor der Gruppe war Ctibor Novák (1902–1955), Bruder ihrer Mutter Zdena, im Krieg Mitglied der Drei Könige und Geheimdienstoffizier. Nur er und die Mašíns kannten die Identität sämtlicher Mitglieder. Vor Gericht behauptete Novák später, er habe sich der Gruppe nur angeschlossen, um mäßigend auf seine heißspornigen Neffen einwirken und sie von gefährlichen Aktionen abhalten zu können. In Wirklichkeit war er aber ein leidenschaftlicher Förderer des Untergrundkampfes.

## Aktionen
1951 überfiel die Gruppe zwei Polizeistationen, um Waffen und Munition zu erbeuten. Beide Male wurde ein Polizist getötet. Andere Zeugen der Überfälle wurden zwar mit Chloroform betäubt, aber am Leben gelassen.
Im Kersko-Wald bei Hradištko u Sadské fand eine dieser Aktionen statt. Am 12. September 1951 fesselten Ctirad Mašín und Milan Paumer im Wald den Taxibesitzer, der sie nach ihrem Überfall auf die Polizeistation in Chlumec nad Cidlinou gefahren hatte. Am 28. September bemächtigten sich die Brüder Mašín und Paumer am Abzweig der Straße nach Kersko von der 611 bei Velenka eines Krankenwagens und fesselten die Sanitäter im Wald. Anschließend überfielen sie mit dem gestohlenen Krankenwagen die Polizeistation in Čelákovice.
Eher zufällig wurden Novák und die Mašíns kurz darauf von der Geheimpolizei Státní bezpečnost (StB) verhaftet und wochenlang „verschärften Verhörmethoden“ unterzogen. Ctirad Mašín hatte sich mit einem entfernten Bekannten über Fluchtmöglichkeiten ausgetauscht. Dieser wurde dann als angeblicher CIC-Agent verhaftet und erzählte im Verhör alles, was er wusste. Mašin wurde daraufhin zur Zwangsarbeit in einer Uranmine bei Jáchymov verurteilt.
Während Ctirad Mašíns Haft überfielen die anderen im August 1952 einen Lohngeldtransport und erbeuteten 846.000 Kronen. Einer der Transportbegleiter wurde von Josef Mašín erschossen.
Nach seiner Freilassung trug Ctirad Mašín sich mit der Idee, einen Güterzug mit Uran für die Sowjetunion oder den Zug von Präsident Gottwald in die Luft zu sprengen. Zu diesem Zweck stahl die Gruppe aus einem Steinbruch vier Kisten mit je 25 Kilogramm Sprengstoff, der aber nicht mehr zum Einsatz kam. Die letzte spektakuläre Aktion war „Die Nacht der großen Feuer“ Anfang September 1953: Václav Švéda und Ctirad Mašín fuhren mit dem Rad durch einige Dörfer in Mähren und versteckten überall Brandsätze mit improvisierten Zeitzündern in Strohschobern. Das Ganze war ein Protest gegen die Kollektivierung der Landwirtschaft. Selbst Stroh war damals ein knappes Gut. Die Aktion sollte nicht nur Angst und Schrecken verbreiten, sondern war ein Angriff auf die ökonomische Basis der Kollektivwirtschaften. Als die Schober brannten, entdeckten einige der aufgeschreckten Bewohner die beiden Fremden. Zwei Männer verfolgten sie mit dem Fahrrad. Als von Mašíns Rad die Kette absprang, eröffnete er das Feuer auf seine Verfolger. Einer blieb unverletzt, der andere wurde durch Treffer in Lunge und Auge schwer verletzt.
Mašín-Anhänger legen Wert auf die Feststellung, dass die beiden letzten Opfer Angehörige der kommunistischen Volksmiliz Lidové milice – dem Pendant zu den ostdeutschen Kampfgruppen der Arbeiterklasse – waren. Sie gelten damit nicht als Zivilisten, sondern als legitime Ziele im Partisanenkampf.

## Flucht und Fahndung

Bahnhof Uckro

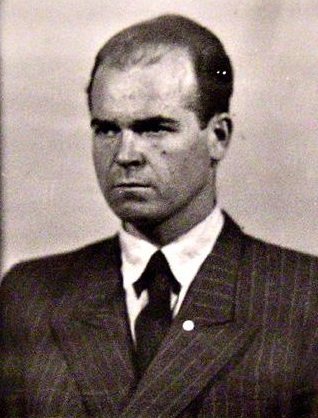
Václav Švéda

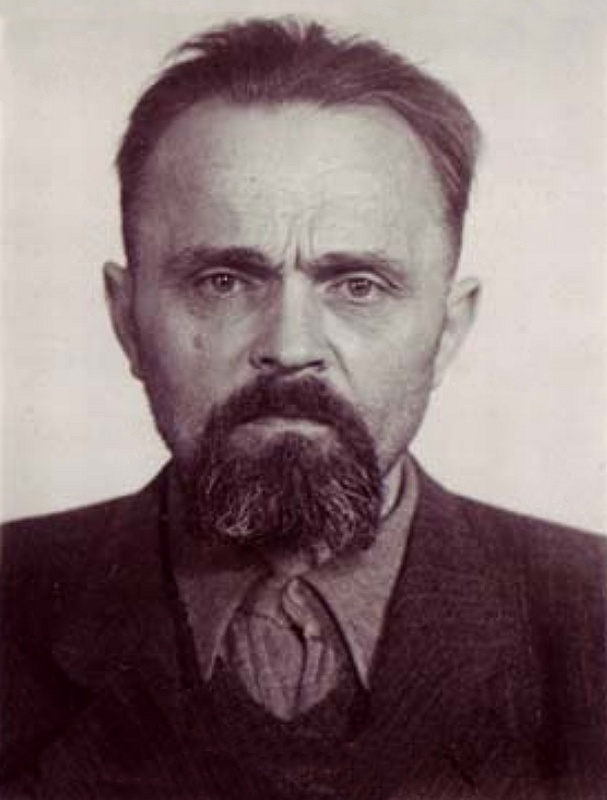
Ctibor Novák

In der Nacht vom 3. zum 4. Oktober 1953 überschritten Zbyněk Janata, Václav Švéda, Milan Paumer und die Brüder Mašín bei Deutschkatharinenberg die Grenze zur DDR und versuchten, sich nach West-Berlin durchzuschlagen. Der Versuch, ein Auto zu entführen, brachte die Volkspolizei auf die Spur der „fünf verdächtigen Ausländer“. Bei einer nächtlichen Personenkontrolle auf dem Bahnhof von Uckro bei Luckau eskalierte dann die Situation: Ein Polizist, Herrmann Grummini, wurde erschossen, zwei weitere schwer verletzt. Dieser Zwischenfall löste die Großfahndung Uckro aus, die sich nach einigen weiteren Misserfolgen zur größten Fahndungsaktion in der Geschichte der Deutschen Volkspolizei entwickelte. Tausende Polizisten waren im Einsatz, außerdem wurden Einheiten der Kasernierten Volkspolizei – dem Vorläufer der NVA – und Einheiten der Sowjetarmee zur Verstärkung beordert.
Die genaue Anzahl der Verfolger ist nicht geklärt. Die später von den Mašins und der westlichen Presse angegebene Zahl von 20.000 beruht auf Angaben von Volkspolizisten, die die Fahndung ihrerseits zur Flucht genutzt hatten. Wegen der rigiden Geheimhaltung innerhalb der ostdeutschen Polizei kann es sich aber nur um eine Schätzung handeln. Der interne Abschlussbericht der Großfahndung sprach lediglich von 5.000 Polizisten, machte aber keine Angaben zur Zahl der eingesetzten Stasileute, Sowjetsoldaten und sog. Helfer.
Die restriktive interne Informationspolitik führte unter den Verfolgern zu Legenden über die unglaubliche Treffsicherheit und Nahkampffähigkeit der Tschechen. Die z. T. unerfahrenen Polizisten schossen buchstäblich auf „alles, was sich bewegte“, und nahmen dabei mehrfach Kollegen oder unbeteiligte Zivilisten unter Feuer. Drei durch Eigenbeschuss getötete Volkspolizisten sind bekannt. Drei weitere wurden von den Tschechen erschossen. Nur Zbyněk Janata und Václav Švéda wurden gestellt. Sie und Ctibor Novák wurden später in der Tschechoslowakei zum Tode verurteilt und hingerichtet.
Heimliche Unterstützer aus der Bevölkerung und mehrere Zufälle halfen den Mašín-Brüdern und Milan Paumer dabei, am 2. November, nach 31 Tagen Flucht, den US-amerikanischen Sektor von Berlin zu erreichen. Paumer hatte zwei schwere Schussverletzungen erlitten.
Die Großfahndung Uckro passte der DDR-Führung nicht ins Bild, das sie von sich liefern wollte. Deshalb wurde die Großaktion nicht propagandistisch ausgeschlachtet, sondern totgeschwiegen. Aber nicht nur an der Moskauer Polizeihochschule diente sie später als Paradebeispiel für verfehlte Polizeitaktik, auch in der DDR war sie Gegenstand interner Schulung, vor allem im MfS.
Über das Brüderpaar, seine drei Freunde, die Taten in der Tschechoslowakei und die Flucht der Fünf durch die DDR wird bis heute kontrovers diskutiert.
Die eingesetzten Volkspolizisten sollen völlig im Unklaren über die gesuchten Personen und ihre Bereitschaft zu schießen gewesen sein. Andererseits war das gewaltige Aufgebot an Jagd- und Sperrtruppen schwer bewaffnet und schoss, wie die Quellen belegen, nur zu oft auf blinden Verdacht hin. Es wurde nach „bandenmäßigen“ Polizistenmördern und CIA-Agenten und damit nach Staatsfeinden gesucht.

## Nach der Flucht
Die drei Flüchtlinge wanderten in die USA aus und verpflichteten sich dort für fünf Jahre in der US-Armee in der Hoffnung, bald in der Tschechoslowakei eingesetzt zu werden. Als der Westen im Ungarischen Volksaufstand 1956 nicht eingriff, verloren sie die Illusion vom „großen Krieg gegen den Kommunismus“.
Nach dem Ende ihrer Militärzeit wurden die beiden Brüder Unternehmer. Milan Paumer arbeitete als Taxifahrer in Florida. Josef Mašín zog in den 1960er Jahren in die Bundesrepublik nach Köln. Als der tschechoslowakische Geheimdienst davon erfuhr, versuchte er mehrmals, Mašín zu entführen oder zu ermorden. Später ging Josef Mašín wieder nach Kalifornien.
1995 erklärte ein tschechisches Berufungsgericht die Taten der Mašín-Gruppe für verjährt. Die Betroffenen waren mit diesem Urteil unzufrieden: sie fordern einen Freispruch und die Anerkennung als Widerstandskämpfer. Sie haben nie Bedauern für die uniformierten und zivilen Opfer, drei Tote in der Tschechoslowakei, vier Tote und zwei Verletzte in der DDR, geäußert und halten eine Missbilligung ihrer Taten für eine „Nachwirkung kommunistischer Propaganda“.
Milan Paumer lebte seit 2001 wieder in seiner alten Heimat. Am 22. Juli 2010 erlag er im Alter von 79 Jahren in Prag einer schweren Krankheit. Die Brüder Mašín haben nie wieder tschechischen Boden betreten und sind auch nicht zum Begräbnis Paumers gekommen – mit der Begründung, dass sich in Tschechien seit dem Ende des Kommunismus eigentlich nicht viel geändert hat.
Ctirads und Josefs Mutter Zdena Mašínová wurde als Folge der Aktionen ihrer Söhne verhaftet und zu 25 Jahren Freiheitsentzug verurteilt; sie starb am 12. Juni 1956 im Gefängnis.

## Bücher, Filme und Dokumentationen

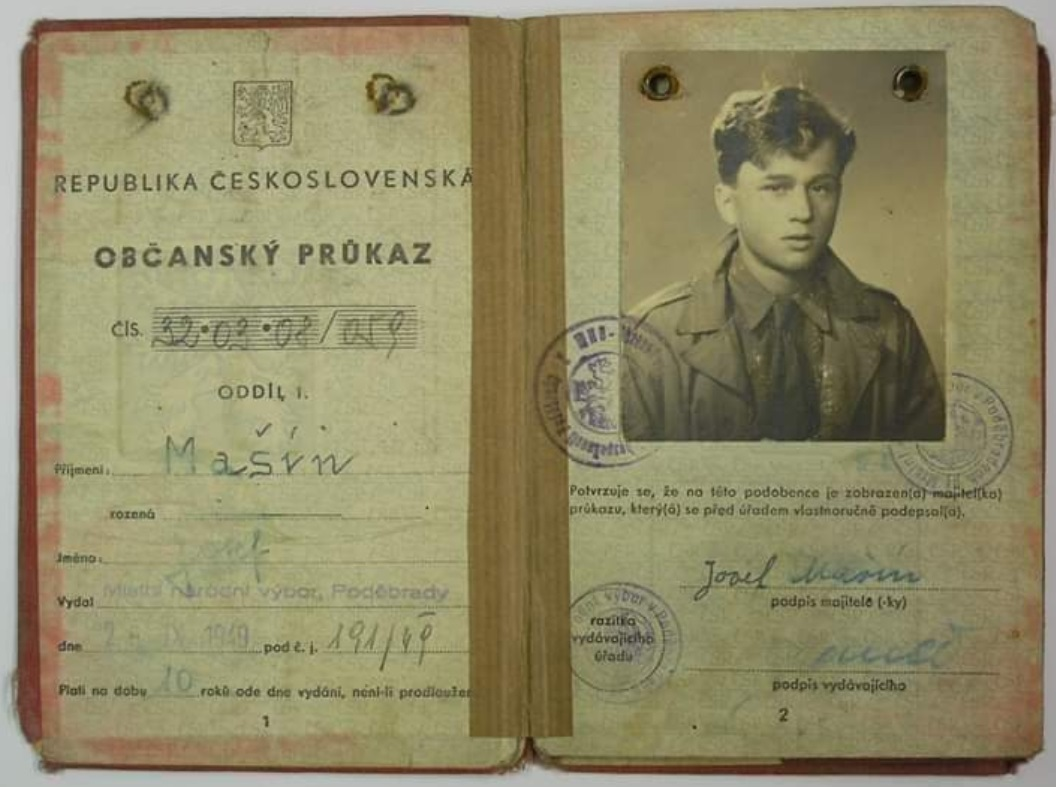
Ausweis von Josef Mašín

In vielen tschechischen Agitprop-Werken mussten die Mašíns fortan dem Klassenfeind ihr Gesicht leihen. So z. B. in einer Episode der Serie Die 30 Fälle des Major Zeman. In den siebziger Jahren veröffentlichte eine Zeitschrift sogar Josef Mašíns deutsche Adresse. Das sollte einem alten, jetzt im Auftrag des tschechoslowakischen Staatssicherheitsdienstes reisenden Freund eine Erklärung für seine Kenntnis der Adresse liefern.
1985 erschien unter dem Titel Mrtví nemluví („Tote reden nicht“) eine Sammlung authentischer Kriminalfälle, die auch den Mašín-Brüdern ein Kapitel widmete. Dieses erschien im Frühjahr 1989 als Heftroman Die Masins geben nicht auf (Reihe: Das neue Abenteuer) in der DDR und war die einzige Ausnahme vom flächendeckenden Totschweigen der „Großfahndung Uckro“ und ihrer Vorgeschichte.
Die Mašíns selbst kamen in den 1980er Jahren in einer Interviewserie des tschechischen Programms von Radio Free Europe sowie im Buch Jenom ne strach („Nur keine Furcht“) zu Wort. Interviewer und Autor des Buches war der ebenfalls im amerikanischen Exil lebende Schriftsteller Ota Rambousek (1923–2010). Rambousek war ein Agent des amerikanischen Counter Intelligence Corps (CIC) gewesen. Nach seiner Enttarnung wurde er zum Tode verurteilt, später aber zu lebenslanger Haft begnadigt. Im Gefängnis hatte er von der Geschichte der Brüder Mašín gehört: Sie ging seinerzeit als eine Art Heldenlegende unter den Gefangenen um. 1968 kam er frei und ging nach Amerika. Später lernte er die Mašíns persönlich kennen und beschloss, ihre Geschichte aufzuschreiben. Er fand aber keinen Verleger. Mašín-Anhänger versichern, Václav Havel – ehemaliger Mitschüler der Mašíns am Gymnasium von Poděbrady und ihnen seit diesen Tagen in herzlicher Feindschaft verbunden – habe persönlich die Publikation des Buches im tschechischen Exilverlag 68 Publishers verhindert. Das Buch erschien schließlich 1990 in Prag.
Die Geschichte der Fahndung und die Gründe für ihr Scheitern wurden erst nach der Wende von Wolfgang Mittmann aufgearbeitet. Mittmann, 34 Jahre in den Reihen der Volkspolizei, widmete sich nach Ende seiner Berufstätigkeit der Beschreibung spektakulärer und mysteriöser Kriminalfälle der DDR. Zur problematischen, ebenso gigantischen wie dilettantischen „Großfahndung Uckro“ hatte es nur innerhalb der Staatssicherheit Informationen gegeben, umso mehr brodelte die Gerüchteküche zum „Tschechenkrieg“. Mittmann interviewte deutsche Zeugen von Flucht und Fahndung, darunter die verwundeten Polizisten, und nahm als erster Einsicht in die Akten von Volkspolizei und Staatssicherheit. Einige Angaben aus Rambouseks Buch korrigierte er. Mittmann betrachtete die Mašíns als Gewaltverbrecher und zeigte sich erstaunt, dass Rambousek ihre Aktionen als „legitimen Kampf gegen den Kommunismus“ pries.
Die deutschen Dokumentarfilmer Ute Bönnen und Gerald Endres drehten Der Luckauer Krieg – Flucht nach Westberlin über die Flucht der Brüder, der 2001 in der ARD ausgestrahlt wurde. Im Jahre 2004 veröffentlichte der tschechisch-amerikanische Schriftsteller Jan Novák den Roman Zatím dobrý („So weit, so gut“), der die Geschichte der Familie Mašín als Grundlage hat. Obwohl Novák das Buch in Englisch verfasste, gibt es bisher nur eine tschechische Ausgabe.
Josef Mašíns Tochter Barbara recherchierte ebenfalls die Geschichte ihrer Familie in deutschen, amerikanischen und tschechischen Archiven und veröffentlichte im Ergebnis das Buch Odkaz („Testament“). Die englischsprachige Ausgabe Gauntlet erschien 2006.
Der tschechische Regisseur Tomáš Mašín drehte im Jahr 2022 einen Film, der am 26. Oktober 2023 unter dem Namen Brüder erschien und als tschechischer Kandidat für die Academy Awards 2024 ausgewählt wurde, allerdings nicht in die Endauswahl gelangte.

## Rezeption
Es scheint, als spielten die Brüder Mašín heute eine größere Rolle für die tschechische Öffentlichkeit als in ihrer aktiven Zeit: Sie zwingen ihr die Diskussion über die Legitimität des bewaffneten antikommunistischen Widerstandes auf. Für die einen sind sie Verbrecher und Mörder, für die anderen sind sie Helden und die einzigen Opfer des Stalinismus, die nie rehabilitiert wurden. Jährlich gestellte Anträge, ihnen den Tomáš-Garrigue-Masaryk-Orden zu verleihen, sind bisher immer abgelehnt worden. Tschechische Politiker vermeiden es zumeist, in der Öffentlichkeit klar Stellung zu den Mašíns zu beziehen.
Die kanadische Vereinigung der Exiltschechen und -slowaken hat die Brüder und Milan Paumer 2005 mit dem Tomáš-Garrigue-Masaryk-Preis ausgezeichnet. Im gleichen Jahr unternahmen fünf tschechische Mašín-Anhänger einen Gedenkmarsch entlang der Fluchtstrecke. Sie forderten eine staatliche Auszeichnung für die Brüder als stellvertretende Anerkennung des „bewaffneten Widerstandes“.
Am 28. Februar 2008 verlieh der konservative tschechische Regierungschef Mirek Topolánek während eines USA-Besuchs den Mašín-Brüdern in der tschechischen Botschaft in Washington die neu geschaffene Medaille des Premierministers der Tschechischen Republik. Milan Paumer erhielt die Medaille am 4. März. Topolánek forderte das Parlament auf, den Brüdern ebenfalls eine Auszeichnung zu verleihen. 2011 verlieh Verteidigungsminister Alexandr Vondra den Brüdern am Begräbnis Ctirad Mašíns in Cleveland eine militärische Auszeichnung (Vyznamenání Zlaté lípy).